# (1621) Druzhba
(1621) Druzhba – planetoida z grupy pasa głównego asteroid okrążająca Słońce w ciągu 3 lat i 121 dni w średniej odległości 2,23 au. Została odkryta 1 października 1926 roku w Obserwatorium Simejiz na górze Koszka na Półwyspie Krymskim przez Siergieja Bielawskiego. Nazwa planetoidy po rosyjsku oznacza „przyjaźń”. Przed nadaniem nazwy planetoida nosiła oznaczenie tymczasowe (1621) 1926 TM.